# Veneno nuclear
Un veneno nuclear, también llamado un veneno de neutrones (Neutron poison en inglés), es una sustancia con una gran sección eficaz para la absorción de neutrones en aplicaciones, como los reactores nucleares, en las que esta absorción de neutrones es un efecto indeseable. Sin embargo, los materiales absorbentes de neutrones, también llamados venenos, son introducidos intencionalmente en algunos tipos de reactores a fin de reducir la alta reactividad de su carga inicial de combustible nuclear.  Algunos de estos venenos se agotan a medida que absorben neutrones durante el funcionamiento del reactor, mientras que otros se mantienen relativamente constantes.
La captura de neutrones por productos de fisión de corto periodo de semidesintegración o vida media se conoce como envenenamiento del reactor, como el envenenamiento por xenón. La captura de neutrones por productos de fisión estables o de larga vida media se llama 'escoria del reactor'.

## Productos de fisión transitorios que actúan como venenos
Algunos de los productos de fisión generados durante una reacción nuclear tienen una capacidad de absorción de neutrones alta, como el xenón-135 (135Xe, 2 000 000 barns) y el samario-149 (149Sm, 74 500 barns). Debido a que estos dos productos de fisión eliminan neutrones del reactor, son considerados venenos que tienen un impacto en el índice de utilización térmica y por lo tanto sobre la reactividad.  El envenenamiento del núcleo del reactor por estos productos de fisión puede llegar a ser tan grave que la reacción en cadena se detenga.
El xenón-135, en particular, tiene un tremendo impacto sobre el funcionamiento de un reactor nuclear. La incapacidad de un reactor para reiniciarse debido a los efectos del xenón-135 se llama a veces inicio impedido por xenón. El período de tiempo en el que el reactor es incapaz de anular los efectos del xenón-135 se llama tiempo muerto por xenón o corte por veneno.  Durante los períodos de funcionamiento en estado estacionario, a un nivel constante de flujo de neutrones, la concentración de xenón-135 se acumula hasta llegar a su valor de equilibrio para esa potencia del reactor en unas 40 a 50 horas. Cuando la potencia del reactor se incrementa, la concentración inicial de xenón-135 disminuye debido a que el consumo total es mayor en el nuevo nivel de potencia más alto. Debido a que el 95 % del xenón-135 es producto de la desintegración del yodo-135, que tiene una vida media de 6 a 7 horas, la producción de xenón-135 se mantiene constante; en ese momento, el xenón-135 alcanza un mínimo de concentración. La concentración luego se incrementa hasta el equilibrio para el nuevo nivel de potencia en el mismo tiempo, aproximadamente 40 a 50 horas. La magnitud y la tasa de cambio de la concentración durante el período inicial de 4 a 6 horas después del cambio de potencia depende del nivel de potencia inicial y de la cantidad de cambio en el nivel de potencia; el cambio de la concentración de xenón-135 es mayor para un cambio mayor en el nivel de potencia. Cuando la potencia del reactor se reduce, el proceso se invierte.
Debido a que el samario-149 no es radiactivo y no se elimina por radiactividad, se presentan problemas algo diferentes a los encontrados con xenón-135. La concentración de equilibrio y (por lo tanto el efecto del envenenamiento) aumenta hasta un valor de equilibrio durante la operación del reactor en un plazo de alrededor de 500 horas (aproximadamente tres semanas), y ya que el samario-149 es estable, la concentración permanece prácticamente constante durante el funcionamiento del reactor. Otro isótopo problemático que se está acumulando es el gadolinio-157, con una sección eficaz de 200 000 σ.

## Acumulación de venenos productos de la fisión
Hay otros muchos productos de fisión que, como resultado de su concentración y su sección eficaz para la absorción de neutrones térmicos, tienen un efecto venenoso sobre el funcionamiento del reactor. Individualmente, son de poca importancia, pero en conjunto tienen un impacto significativo.  Están a menudo caracterizados como venenos productos de la fisión en bloque y se acumulan a una tasa promedio de 50 barns por evento de fisión en el reactor. La acumulación de venenos productos de fisión en el combustible eventualmente conduce a la pérdida de eficiencia, y en algunos casos a la inestabilidad. En la práctica, la acumulación de venenos en el combustible nuclear del reactor es lo que determina la vida útil de combustible nuclear en un reactor: mucho antes de que todas las posibles fisiones hayan tenido lugar, la acumulación de productos de fisión de larga duración que absorben los neutrones amortigua la reacción en cadena. Esta es la razón por la que reprocesamiento del combustible nuclear es una actividad útil: el combustible nuclear sólido gastado contiene aproximadamente un 97 % del material fisionable presente en el combustible nuclear nuevamente procesado. La separación química de los productos de fisión restaura el combustible para que pueda ser utilizado de nuevo.
Otros posibles enfoques para la eliminación de los productos de fisión incluyen el empleo de combustibles sólidos pero porosos que permitan el escape de los productos de fisión y el uso de combustibles líquidos o gaseosos (Reactor de sal fundida, reactor acuoso homogéneo). Estos facilitan el problema de la acumulación de productos de fisión en el combustible, pero plantean el problema adicional de la eliminación segura y el almacenamiento de los productos de fisión.
Otros productos de fisión con una sección eficaz de absorción relativamente alta son 83Kr, 95Mo, 143Nd, 147Pm. Por encima de esta masa, incluso muchos isótopos de número másico par tienen grandes secciones eficaces de absorción, permitiendo que un núcleo absorba múltiples neutrones uno tras otro. La fisión de los actínidos pesados produce más productos de fisión más pesados en que entre los lantánidos, por lo que la sección eficaz total para la absorción de neutrones por productos de fisión es más alta.
En un reactor rápido la situación de envenenamiento por productos de fisión puede variar significativamente debido a que la sección eficaz por absorción de neutrones puede diferir entre neutrones térmicos y neutrones rápidos. En el reactor rápido refrigerado por plomo-bismuto RBEC-M, los productos de fisión con neutrones que capturan más del 5 % de las capturas totales de productos de fisión son, por orden, 133Cs, 101Ru, 103Rh, 99Tc, 105Pd, 107Pd en el núcleo, con 149Sm que sustituye al 107Pd en el sexto lugar en el manto fértil.

## Venenos de desintegración
Además de los productos de fisión que actúan como venenos, otros materiales del reactor se desintegran para dar materiales que actúan como venenos neutrónicos. Un ejemplo de éstos es la desintegración del tritio para dar helio-3 (3He). Dado que el tritio tiene una vida media de 12,3 años, por lo general esta desintegración no afecta significativamente a las operaciones del reactor debido a que la velocidad de desintegración del tritio es tan lenta. Sin embargo, si el tritio se produce en un reactor y luego se le permite permanecer en el reactor durante una parada prolongada de varios meses, una cantidad suficiente de tritio puede desintegrarse para dar 3He que añadirá una cantidad significativa de reactividad negativa. Cualquier cantidad de 3He producida en el reactor durante un periodo de parada, será eliminada durante el posterior funcionamiento mediante una reacción neutrón-protón.

## Venenos de control
Durante el  funcionamiento de un reactor la cantidad de combustible contenido en el núcleo disminuye monótonamente. Si el reactor está funcionando durante un largo período de tiempo, se debe añadir combustible en exceso respecto del necesario para la exacta criticidad cuando el reactor se construye. La reactividad positiva debido al exceso de combustible debe ser equilibrada con la reactividad negativa de un material absorbente de neutrones. Las barras de control móviles que contienen material absorbente de neutrones son un método, pero las barras de control solo sirven para equilibrar el exceso de reactividad y pueden ser poco prácticas para un diseño de núcleo en particular, ya que puede haber espacio insuficiente para las barras o sus mecanismos.

### Venenos combustibles
Para el control de las grandes cantidades de reactividad del exceso de combustible sin barras de control, se cargan en el núcleo venenos que se pueden «quemar». Los venenos combustibles son materiales que tienen una alta sección eficaz para absorción de neutrones que se convierten en materiales de sección eficaz de absorción relativamente baja como resultado de la absorción de neutrones. Debido al quemado del material que envenena el reactor, la reactividad negativa de los venenos consumibles disminuye a lo largo de la vida del núcleo. Idealmente, estos venenos deben disminuir su capacidad de reacción negativa a la misma velocidad que la reactividad positiva del combustible en exceso se reduce.  Los venenos combustibles fijos se utilizan generalmente en forma de compuestos de boro o gadolinio que se adaptan en las cubiertas o placas separadoras del entramado, o introducidas como aditivos al combustible. Dado que por lo general se pueden distribuir más uniformemente que las barras de control, estos venenos son menos perjudiciales para la distribución de energía del núcleo. Los venenos combustibles fijos también puede ser cargados de forma diferenciada en lugares específicos del núcleo con el fin de adaptar o controlar los perfiles de flujo para prevenir el flujo excesivo y los picos de potencia cerca de algunas regiones del reactor. La práctica actual sin embargo es utilizar venenos no combustibles fijos para este fin.

### Venenos no combustibles
Un veneno no combustible es el que mantiene un valor constante de reactividad negativa a lo largo de toda la vida del núcleo. Si bien ningún veneno de neutrones es estrictamente no incinerable, ciertos materiales pueden ser tratados como venenos no combustibles bajo ciertas condiciones. Un ejemplo es el hafnio. La eliminación (por absorción de neutrones) de un isótopo de hafnio conduce a la producción de otro absorbente de neutrones, y continúa a través de una cadena de cinco absorbentes. Esta cadena de absorción da como resultado un veneno combustible de larga vida media que se aproxima a las características de los no combustibles.

### Venenos solubles
Los venenos solubles, también llamados compensadores químicos, producen una absorción neutrónica espacialmente uniforme cuando se disuelven en el agua del refrigerante.  El veneno soluble más común entre los reactores comerciales de agua a presión (RAP) es el ácido bórico, que es denominado a menudo soluble de boro, o simplemente solbor. El ácido bórico en el refrigerante disminuye el factor de utilización térmica, provocando una disminución de la reactividad. Al variar la concentración de ácido bórico en el refrigerante, un proceso conocido como boración y dilución, la reactividad del núcleo se puede variar fácilmente. Si la concentración de boro se incrementa, el líquido refrigerante/moderador absorbe más neutrones, y agrega reactividad negativa. Si la concentración de boro se reduce (dilución), se añade reactividad positiva. El cambio de la concentración de boro en un RAP es un proceso lento y se usa principalmente para compensar el agotamiento de combustible o la acumulación de veneno. La variación en la concentración de boro permite reducir al mínimo el uso de las barras de control, lo que da como resultado un perfil de flujo más plano en el núcleo del que se puede conseguir con la inserción de las varillas de control. El perfil más plano del flujo se debe a que no hay regiones deprimidas de flujo como las que se producirían en las proximidades de las barras de control insertadas. Este sistema no es de uso generalizado porque los productos químicos hacen que el coeficiente de temperatura de reactividad del moderador (αm) sea menos negativo. O sea que al aumentar la temperatura,la reactividad disminuye en menor medida.
Los venenos solubles también se utilizan en los sistemas de parada de emergencia. Durante el SCRAM o paro forzado, los operadores pueden inyectar disoluciones que contienen venenos neutrónicos directamente en el refrigerante del reactor. Diversas disoluciones se utilizan, como las de poliborato de sodio y de nitrato de gadolinio (Gd(NO3)3 • x H2O).